# Iiro Pakarinen
Iiro Pakarinen (* 25. August 1991 in Suonenjoki) ist ein finnischer Eishockeyspieler, der seit Februar 2022 erneut beim Helsingfors IFK in der finnischen Liiga unter Vertrag steht und dort auf der Position des rechten Flügelstürmers spielt. Zuvor absolvierte Pakarinen unter anderem 135 Spiele für die Edmonton Oilers in der National Hockey League (NHL).

## Karriere
Pakarinen begann seine Karriere als Eishockeyspieler in der Nachwuchsabteilung von KalPa Kuopio, für dessen Profimannschaft er in der Saison 2009/10 sein Debüt in der SM-liiga gab. In seinem Rookiejahr erzielte der Flügelspieler dabei in insgesamt 50 Spielen sechs Tore und gab fünf Vorlagen. In der folgenden Spielzeit war er ebenfalls ein fester Bestandteil des Profiteams von KalPa. Parallel kam er von 2009 bis 2011 zu neun Einsätzen als Leihspieler für die finnische U20-Nationalmannschaft in der Mestis, der zweiten finnischen Spielklasse. Im NHL Entry Draft 2011 wurde er in der siebten Runde als insgesamt 184. Spieler von den Florida Panthers ausgewählt.
Zwischen 2012 und 2014 stand er beim Helsingfors IFK unter Vertrag und erzielte während der Saison 2013/14 30 Scorerpunkte in 60 Saisonspielen. Daraufhin gaben ihm die Edmonton Oilers einen NHL-Einstiegsvertrag über drei Jahre Laufzeit. Dieser wurde im Mai 2017 um ein Jahr verlängert.
Nach vier Jahren in der Organisation der Oilers verließ Pakarinen schließlich Nordamerika und schloss sich dem HK Metallurg Magnitogorsk aus der Kontinentalen Hockey-Liga (KHL) an. Für Metallurg erzielte er 27 Scorerpunkte in 66 Saisonpartien und wechselte nach Ende der Saison 2018/19 zu Barys Nur-Sultan. Nach 27 Saisonspielen für Torpedo wechselte der finnische Angriffsspieler im Mai 2020 innerhalb der KHL zu Jokerit. Im Februar 2022 zog sich Jokerit aus der KHL zurück und Pakarinen wechselte erneut zum Helsingfors IFK.

### International
Für Finnland nahm Pakarinen an der U18-Junioren-Weltmeisterschaft 2009 sowie den U20-Junioren-Weltmeisterschaften 2010 und 2011 teil. Bei der U18-WM 2009 gewann er mit seiner Mannschaft die Bronzemedaille.
2014 gewann er mit der Herren-Auswahl die Silbermedaille bei der Weltmeisterschaft. Bei der Weltmeisterschaft 2021 stand er erneut im finnischen Kader und wurde mit der Mannschaft erneut Vize-Weltmeister. Ein Jahr später nahm er auch an den Olympischen Winterspielen 2022 in der chinesischen Hauptstadt Peking teil, wo die finnische Auswahl die erste Goldmedaille ihrer Geschichte errang.

## Erfolge und Auszeichnungen
- 2008 Finnischer U20-Junioren-Meister mit KalPa Kuopio
- 2025 Aarne-Honkavaara-Trophäe

### International
- 2009 Bronzemedaille bei der U18-Junioren-Weltmeisterschaft
- 2014 Silbermedaille bei der Weltmeisterschaft
- 2021 Silbermedaille bei der Weltmeisterschaft
- 2022 Goldmedaille bei den Olympischen Winterspielen

## Karrierestatistik
Stand: Ende der Saison 2023/24

### International
Vertrat Finnland bei:
| - U18-Weltmeisterschaft 2009 - U20-Weltmeisterschaft 2010 - U20-Weltmeisterschaft 2011 | - Weltmeisterschaft 2014 - Weltmeisterschaft 2021 - Olympischen Winterspielen 2022 |

(Legende zur Spielerstatistik: Sp oder GP = absolvierte Spiele; T oder G = erzielte Tore; V oder A = erzielte Assists; Pkt oder Pts = erzielte Scorerpunkte; SM oder PIM = erhaltene Strafminuten; +/− = Plus/Minus-Bilanz; PP = erzielte Überzahltore; SH = erzielte Unterzahltore; GW = erzielte Siegtore; 1 Play-downs/Relegation; Kursiv: Statistik nicht vollständig)